# Larsen Thompson
Larsen Thompson, född 19 november 2000 i Thousand Oaks, Kalifornien, är en amerikansk skådespelare och dansare.
Thompson har bland annat medverkat i filmerna Tarot och American Cherry.

## Filmografi (i urval)
- 2023 – American Cherry
- 2024 – Tarot